# 小行星9611
小行星9611（9611 Anouck）是一颗绕太阳运转的小行星，为主小行星带小行星。该小行星于1992年9月2日发现。

## 轨道参数
小行星9611的轨道半长轴为3.1854514 UA，离心率为0.088。